# Flavignac
Flavignac ist eine Gemeinde in Frankreich. Sie gehört zur Region Nouvelle-Aquitaine. zum Département Haute-Vienne, zum Arrondissement Limoges und zum Kanton Saint-Yrieix-la-Perche. Die Bewohner nennen sich Flavignacois oder Flavignacoises. Die Gemeinde Flavignac liegt in den Monts de Châlus und im Regionalen Naturpark Périgord-Limousin.

## Lage
Die Gemeinde Flavignac liegt in den Monts de Châlus und im Regionalen Naturpark Périgord-Limousin. Sie grenzt im Norden an Séreilhac, im Nordosten an Saint-Martin-le-Vieux, im Osten an Lavignac und Meilhac, im Südosten an Nexon und Rilhac-Lastours, im Süden an Les Cars und im Westen an Pageas. Das Gemeindegebiet wird vom Flüsschen Arthonnet durchquert.

## Bevölkerungsentwicklung
| Jahr      | 1962 | 1968 | 1975 | 1982 | 1990 | 1999 | 2008 | 2013 |
| --------- | ---- | ---- | ---- | ---- | ---- | ---- | ---- | ---- |
| Einwohner | 1165 | 1005 | 969  | 963  | 909  | 955  | 1045 | 1040 |

## Sehenswürdigkeiten
- Kirche Saint-Pierre-ès-Liens, Monument historique
- Kirche Saint-Vierge, Monument historique

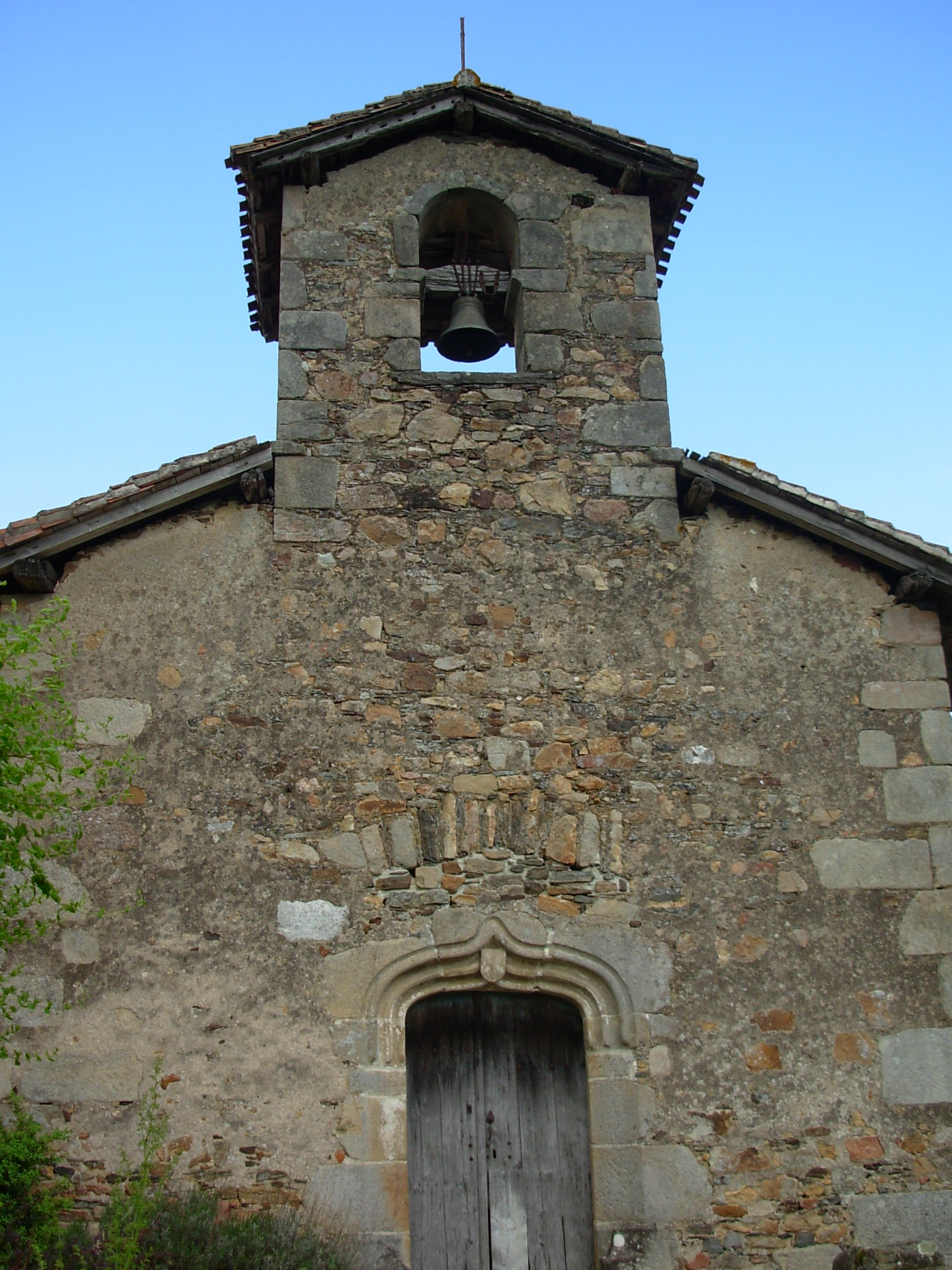
Kirche Saint-Pierre-ès-Liens
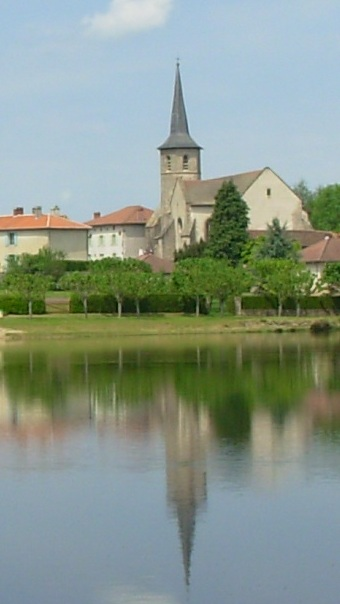
Kirche Saint-Vierge, im Vordergrund der See Étang Saint-Fortunat.
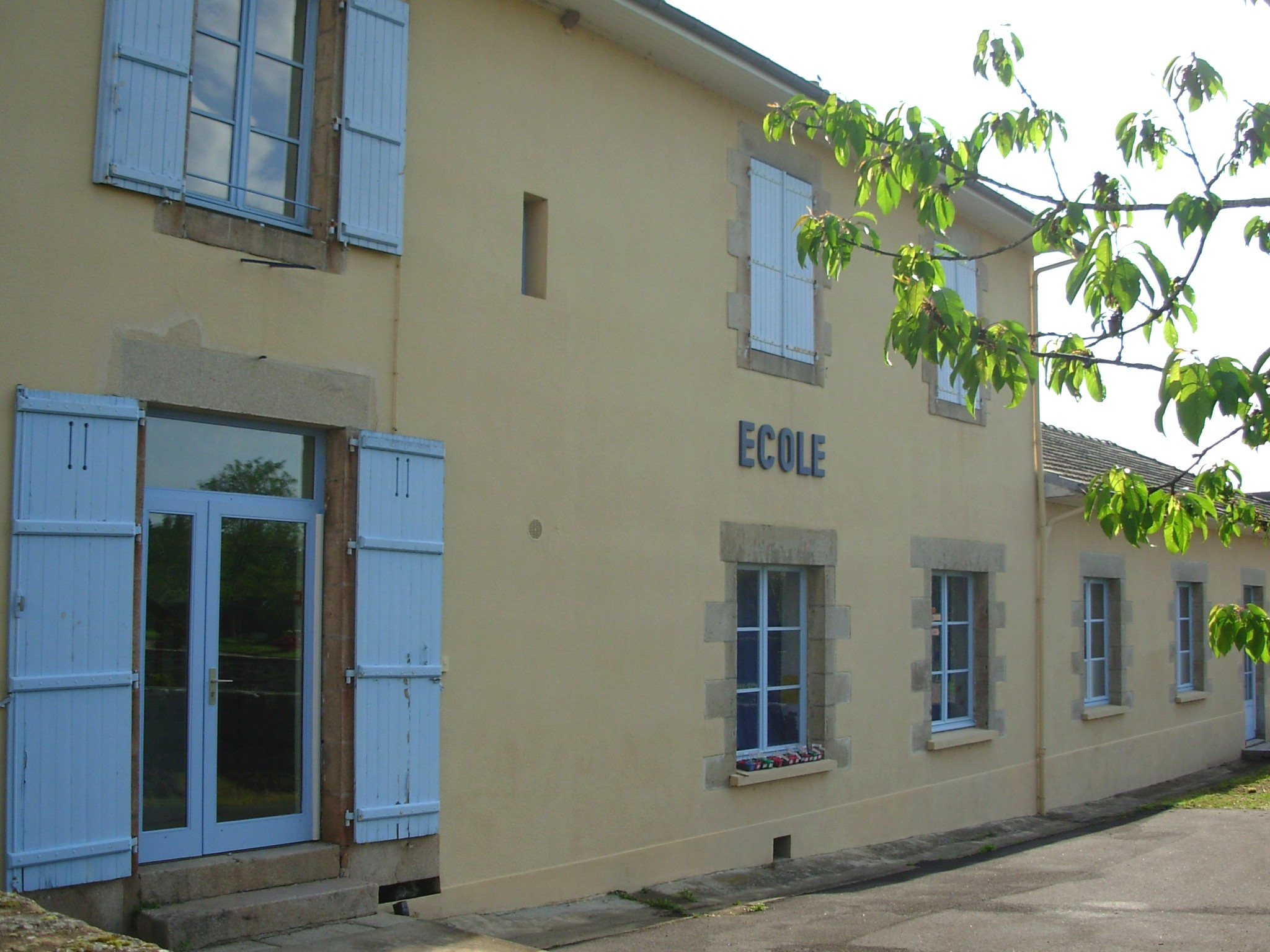
Schulhaus

## Gemeindepartnerschaft
Flavignac ist seit 1982 mit Dietenhofen in Bayern durch eine Gemeindepartnerschaft verbunden.